# Ходырев, Дмитрий Владимирович
Дмитрий Владимирович Ходырев (21 сентября 1912, Ижевский завод — 9 мая 1986, Ижевск) — советский художник, член Союза художников СССР (1940). Первый в истории Народный художник Удмуртской АССР (1956).

## Биография
Родился 21 сентября 1912 года в посёлке Ижевский завод Сарапульского уезда Вятской губернии.
В 1932 году окончил Вятский художественно-промышленный техникум. В 1933—1935 годах проходил срочную службу в РККА.
С 1937 года работал методистом по изобразительному искусству в Доме народного творчества, руководил изостудией, преподавал в Ижевской оружейной школе.
В 1940 году принят в члены Союза художников СССР.
В 1951—1960 годах — председатель Удмуртского отделения Союза художников РСФСР.
В 1956 году первым с момента учреждения удостоен звания Народный художник Удмуртской АССР. Награждён орденом «Знак Почёта».
Умер 9 мая 1986 года в городе Ижевске.

## Творчество
Начало творческого пути относится к 1930-м годам. 
Работал в жанрах бытовой, пейзажной, портретной живописи, натюрморта.
Наиболее известные картины «Провинилась» (1952), «Мамины помощники» (1954), «На работу в колхоз» (1958), «Короленко среди удмуртов» (1980).
Участник всесоюзной (1952), всероссийской, региональных выставок.